# Lechsberg
Der Weiler Lechsberg ist ein Ortsteil der Gemeinde Fuchstal im oberbayerischen Landkreis Landsberg am Lech.

## Geografische Lage
Lechsberg liegt auf der Gemarkung Asch zwischen Asch und Oberdießen auf einem Altmoränenzug, der das Lechtal gegen das Wertachtal abgrenzt.

## Geschichte
Die erste Erwähnung von Lechsberg erfolgte 1255. Bekannt ist, dass Friedrich von Freyberg 1401 eine stattliche Burg mit Graben und Wall kaufte, an die noch heute ein Burgstall erinnert. Seine Söhne teilten den Besitz in drei Höfe auf, die noch heute existieren und bewirtschaftet werden.
Zum Weiler gehört die Dreifaltigkeitskapelle, die erstmals 1669 erwähnt wird und damals vermutlich noch ein Holzbau war. 1829 wurde ein Ziegelbau errichtet, der zuletzt im Jahr 2000 renoviert wurde. Der Innenraum der Kapelle mit Kupfer-Zwiebelhaube ist einfach ausgestattet mit einer holzverkleideten Decke und vier Bankreihen. Die Kapelle ist seit je her im Gemeinschaftsbesitz der drei am Lechsberg ansässigen Bauernfamilien.

## Bodendenkmäler
Siehe auch: Liste der Bodendenkmäler in Fuchstal
In der Talaue des Wiesbachs befindet sich südlich der Straße etwas versteckt gelegen eine keltische Viereckschanze.

## Struktur

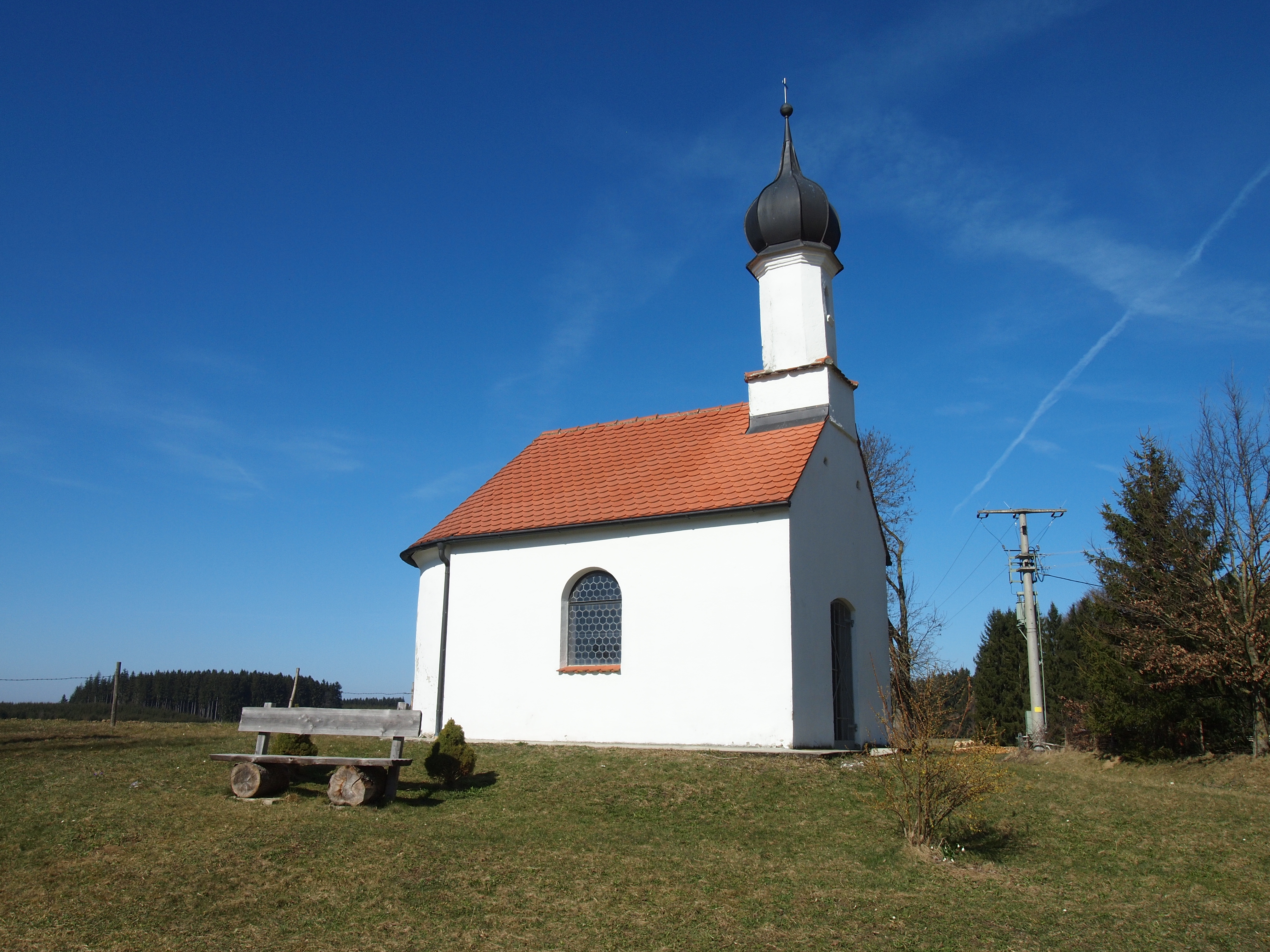
Gelistetes Baudenkmal Kapelle

In dem Weiler gab es 2018 insgesamt acht Wohngebäude, davon fünf in unmittelbarer Nachbarschaft der denkmalgeschützten Kapelle. Bei der Volkszählung 1987 gab es sechs Wohngebäude mit 9 Wohnungen.